# Atletika na Letních olympijských hrách 1976 – 1500 metrů muži
 Běh na 1500 metrů mužů na Letních olympijských hrách 1976 se uskutečnil ve dnech 29.–31. července  na Olympijském stadionu v Montrealu. Vítězem se stal novozélandský běžec John Walker, stříbrnou medaili získal Belgičan Ivo Van Damme a bronz západoněmecký běžec Paul-Heinz Wellmann.

## Výsledky finálového běhu
| *                | jméno               | země                   | čas     |
| ---------------- | ------------------- | ---------------------- | ------- |
| Zlatá medaile    | John Walker         | Nový Zéland            | 3:39,17 |
| Stříbrná medaile | Ivo Van Damme       | Belgie                 | 3:39,27 |
| Bronzová medaile | Paul-Heinz Wellmann | Západní Německo        | 3:39,33 |
| 4                | Eamonn Coghlan      | Irsko                  | 3:39,51 |
| 5                | Frank Clement       | Velká Británie         | 3:39,65 |
| 6                | Rick Wohlhuter      | Spojené státy americké | 3:40,64 |
| 7                | David Moorcroft     | Velká Británie         | 3:40,94 |
| 8                | Graham Crouch       | Austrálie              | 3:41,80 |
| 9                | János Zemen         | Maďarsko               | 3:43,02 |